# زون ۱۰۱ آسمایی
زون ۱۰۱ آسمایی یا زون ساحوی مرکز یکی از ۸ زون تشکیلات اداری وزارت امور داخله جمهوری اسلامی افغانستان می‌باشد که شامل ولایت کابل می‌شود. زون معادل قول اردو در وزارت دفاع افغانستان است و معادل انگلیسی آن «Region» یا منطقه می‌باشد. باشگاه فوتبال شاهین آسمایی نیز به نمایندگی از این زون وارد مسابقات لیگ برتر فوتبال افغانستان می‌شود. فرمانده کنونی این زون عبدالحمن رحیمی می‌باشد.